# Кашкадамова, Вера Васильевна
Вера Васильевна Кашкадамова (19 февраля 1858 года, Сенгилей, Симбирская губерния — 18 апреля 1931 года, Ульяновск) — педагог, общественный деятель, основательница перворазрядного учебного заведения — Гимназии В. В. Кашкадамовой (1911). Герой Труда (1928).

## Биография
Родилась в городе Сенгилей Симбирская губерния 19 февраля 1858 года. Её родители —  Кашкадамовы, земский врач Василий Иванович и выпускница Смольного института, широко образованная женщина Марцелла Поликарповна.
В 1874 году Вера Кашкадамова с отличием окончила Симбирскую Мариинскую гимназию.

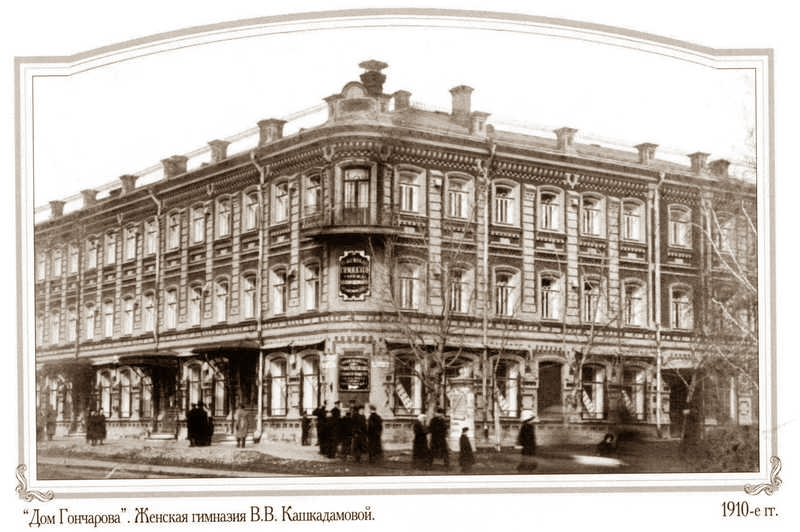
2-я женская гимназия В. В. Кашкадамовой (Симбирск).

В 1880 году, после окончания Высших женских курсов в Казани, она обратилась с просьбой к директору народных училищ Илье Николаевичу Ульянову о направлении её в одну из народных школ и была назначена в 5-е симбирское приходское женское училище на должность учительницы. Вера Васильевна также стала близким другом семьи Ульяновых.
В 1896 году по инициативе Кашкадамовой при 5-м училище открывается вторая в России воскресная женская школа (первая была открыта в Харькове Х. Д. Алчевской — основоположницей методики обучения грамоте взрослых). Для работы в ней были привлечены лучшие педагогические силы Симбирска, а число учащихся с каждым годом увеличивалось.
В 1898 году Вера Васильевна добивается преобразования училища в двухклассное, а также создаёт вечерние курсы-классы для учениц, окончивших двухклассное училище. После окончания выпускницы училища могли бесплатно или за мизерную плату подготовиться к званию сельской учительницы или же поступить в последние классы гимназии. В годы первой русской революции эти курсы стали настоящей народной школой.

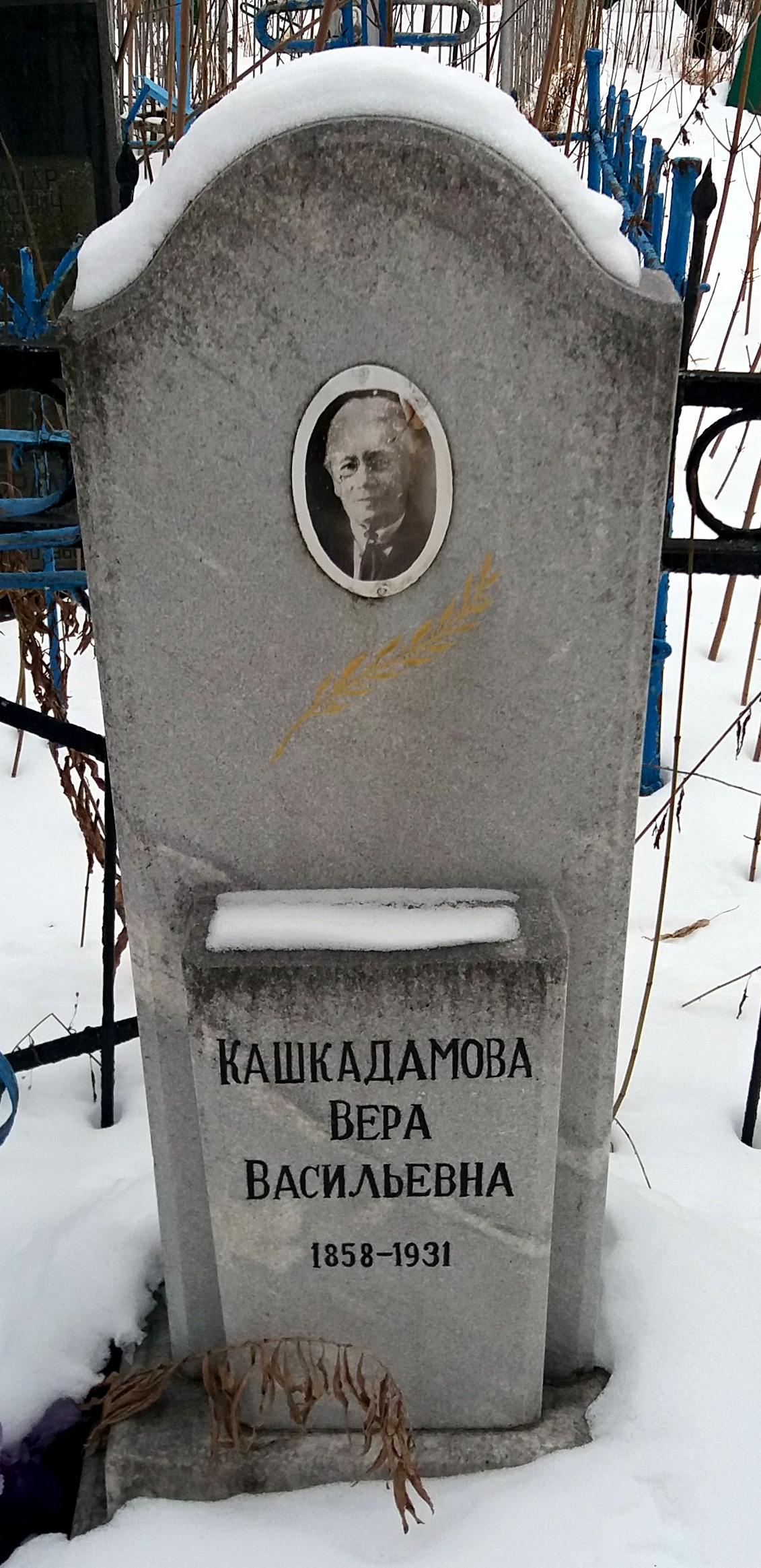
Могила Веры Васильевны Кашкадамовой.

В 1911 году руководство Казанского учебного округа разрешило открыть частное учебное заведение первого разряда, и в Симбирске открывается 2-я женская гимназия министерского типа, в которой стали учиться дети городского пролетариата и крестьянства. Плата за обучение в гимназии взималась в два раза меньше, чем в других симбирских гимназиях. Гимназия Кашкадамовой на протяжении всех лет существования считалась народной, демократической.
В 1918 году, после преобразования гимназии в 9-ю советскую трудовую школу, Вера Васильевна развернула большую работу по созданию новой советской школы.
В 1923 году 9-я советская школа первой ступени была преобразована в Первую семилетнюю школу, в которой В. В. Кашкадамова работала до конца своей жизни.
С марта 1928 года по ноябрь 1929 года была активным членом реставрационной комиссии по созданию Ульяновского Дома-музея В. И. Ленина.
7 июня 1928 года Президиум ВЦИК присвоил звания Героя Труда работнице просвещения В. В. Кашкадамовой.
Вера Васильевна ушла из жизни 18 апреля 1931 года. Делу народного образования она отдала сорок восемь лет.
Похоронена в Ульяновске на Старом городском кладбище (Воскресенский некрополь, ул. Карла Маркса).

## Память
- В 1958 году, в год столетия со дня рождения В. В. Кашкадамовой, на доме, где она жила, была установлена памятная мемориальная доска (ныне ул. Корюкина, 12).
- В день рождения Веры Васильевны 19 февраля 1965 года был открыт школьный музей[2].
- Её имя носит седьмая школа в Засвияжье[9][10].
- Х/ф «Семья» (1949) по сценарию И. Ф. Попова — роль Веры Васильевны сыграла Мурзаева Ирина Всеволодовна.
- Х/ф «Семья Ульяновых» (1957) — роль Веры Васильевны Кашкадамовой сыграла Кузьмина Елена Александровна.
- Спектакль «Семья» по сценарию И. Ф. Попова — роль Веры Васильевны Кашкадамовой сыграла Станюта Стефания Михайловна.

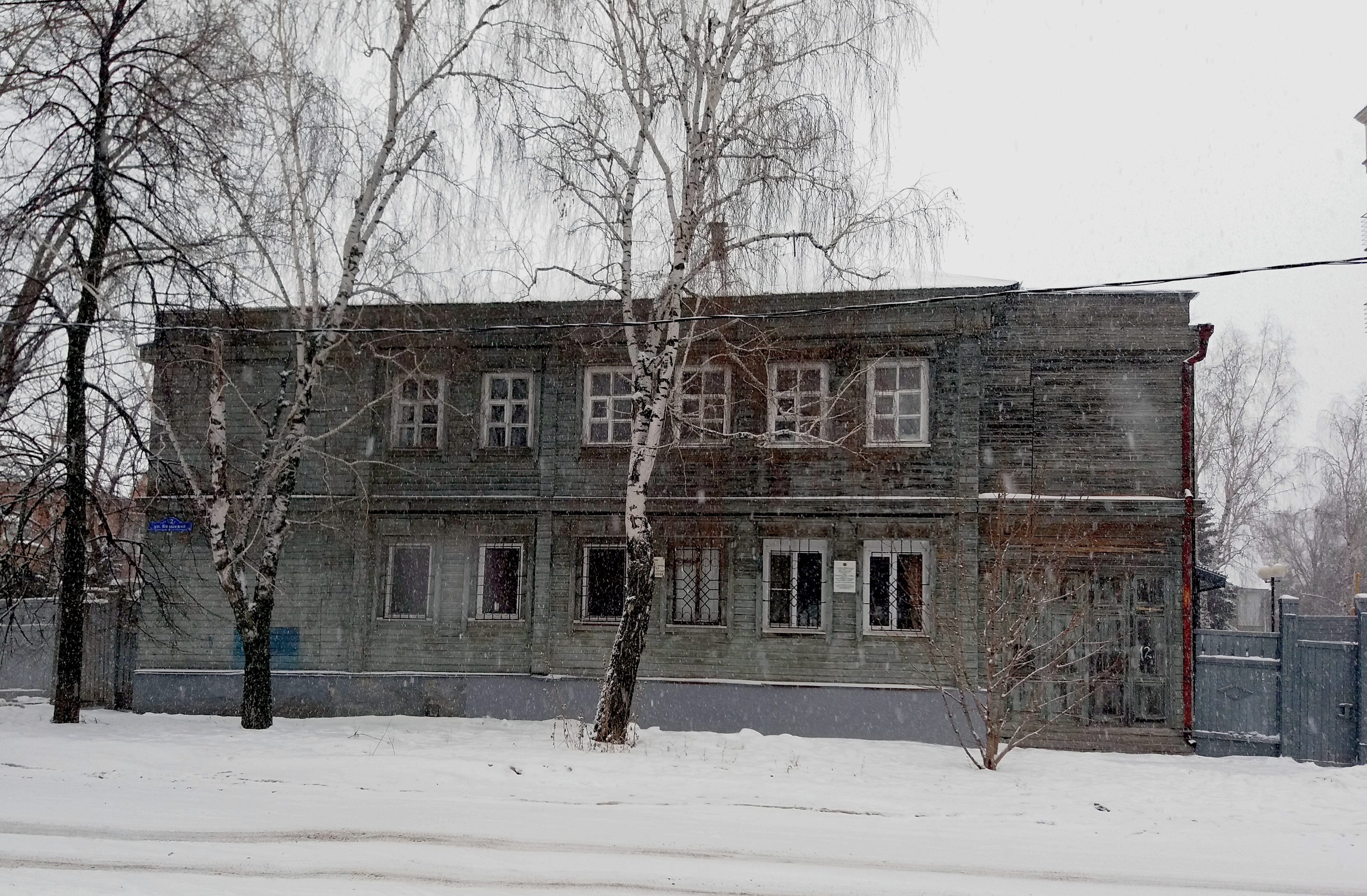
Дом, где жила Кашкадамова В. В.
Мемориальная доска Кашкадамовой В. В.
Мемориальная доска Кашкадамовой В. В.
Памятная табличка на могиле В. В. Кашкадамовой.
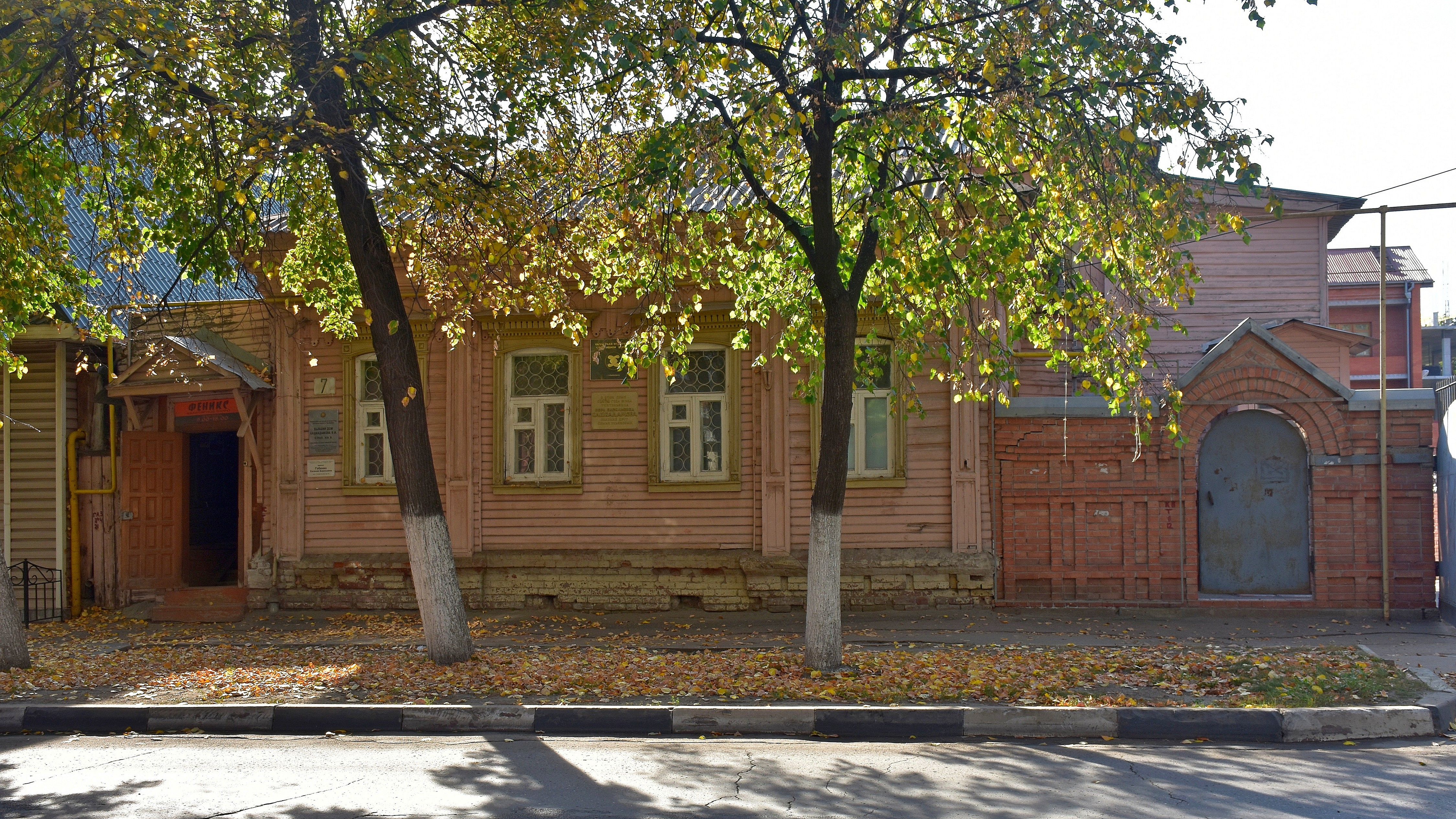
Дом на улице Красноармейская, 7, где жила В. В. Кашкадамова.
Мемориальная доска В. В. Кашкадамовой, на доме, где она жила в 1874-1889 гг.
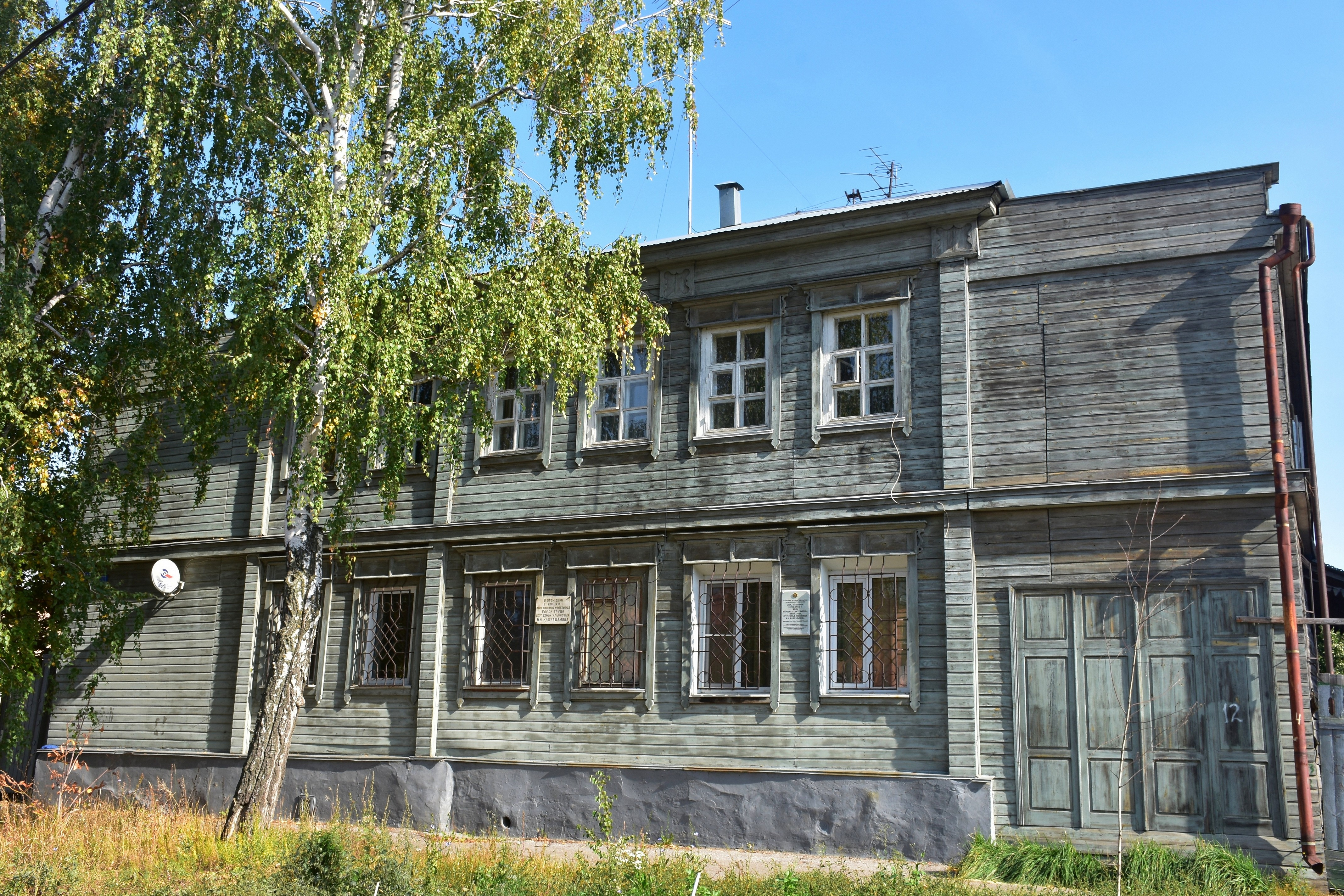
Дом, где жила Кашкадамова В. В. (ул. Карюкина, 12)
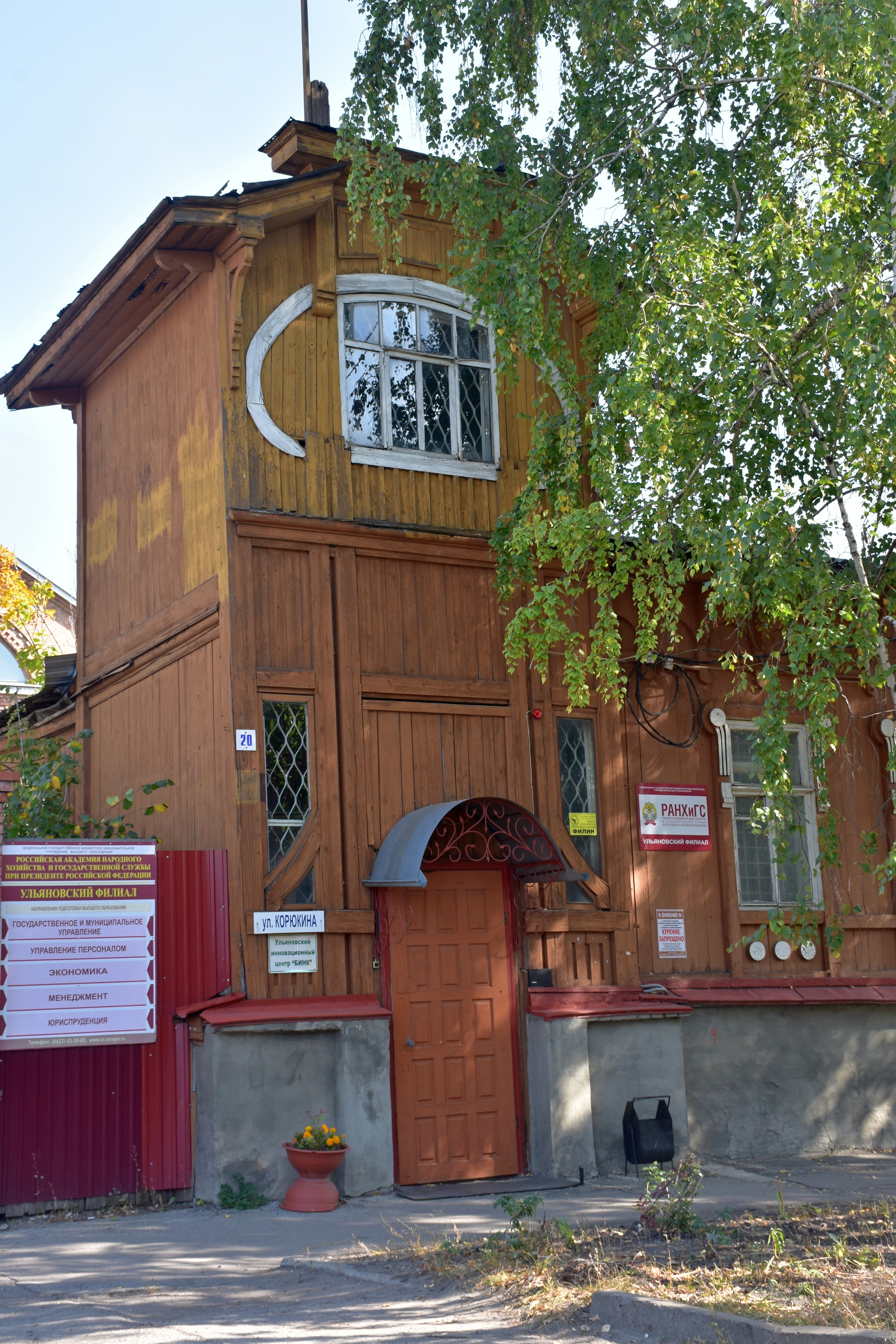
Дом на улице Корюкина, 20, где жила В. В. Кашкадамова.
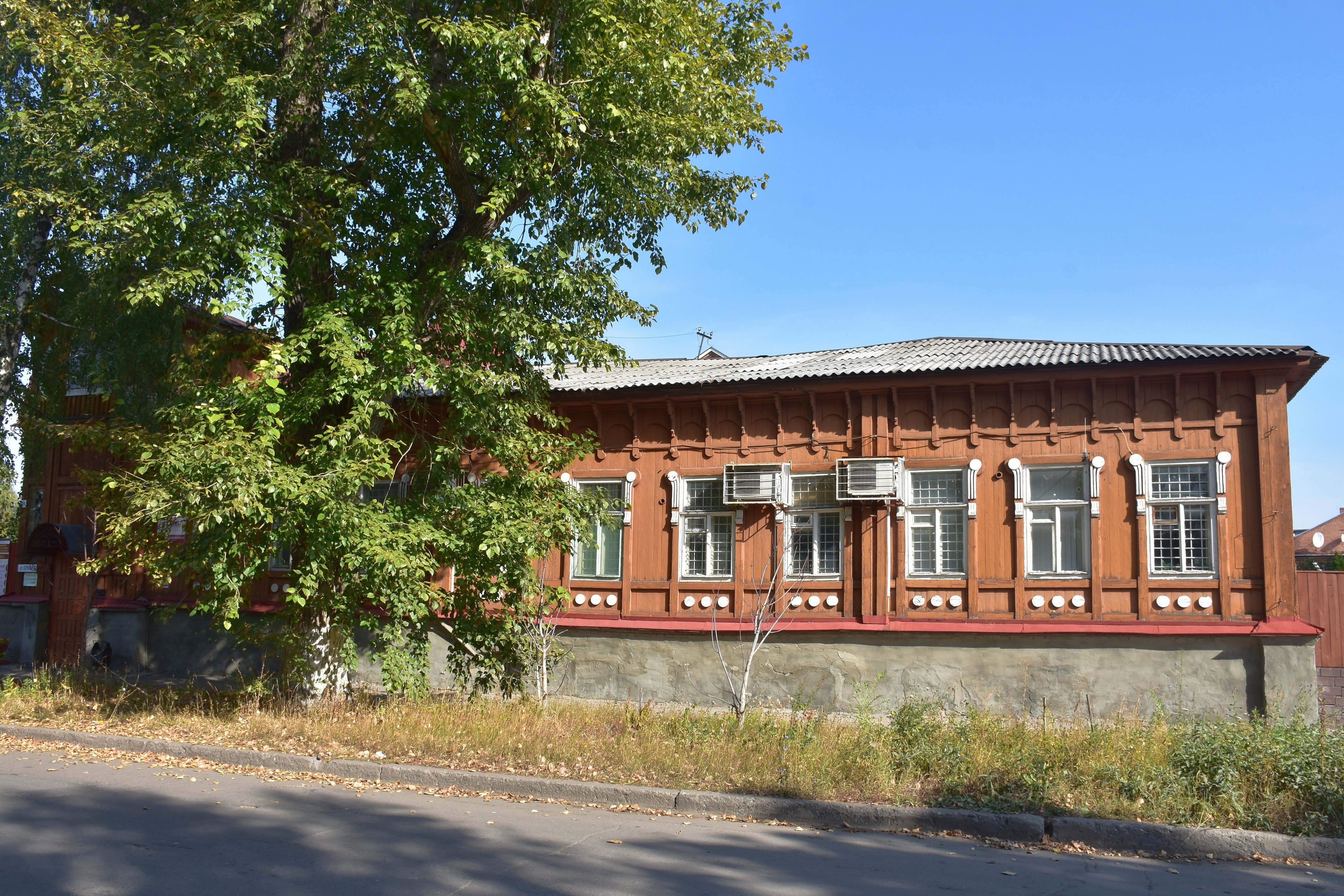
улица Корюкина, 20.
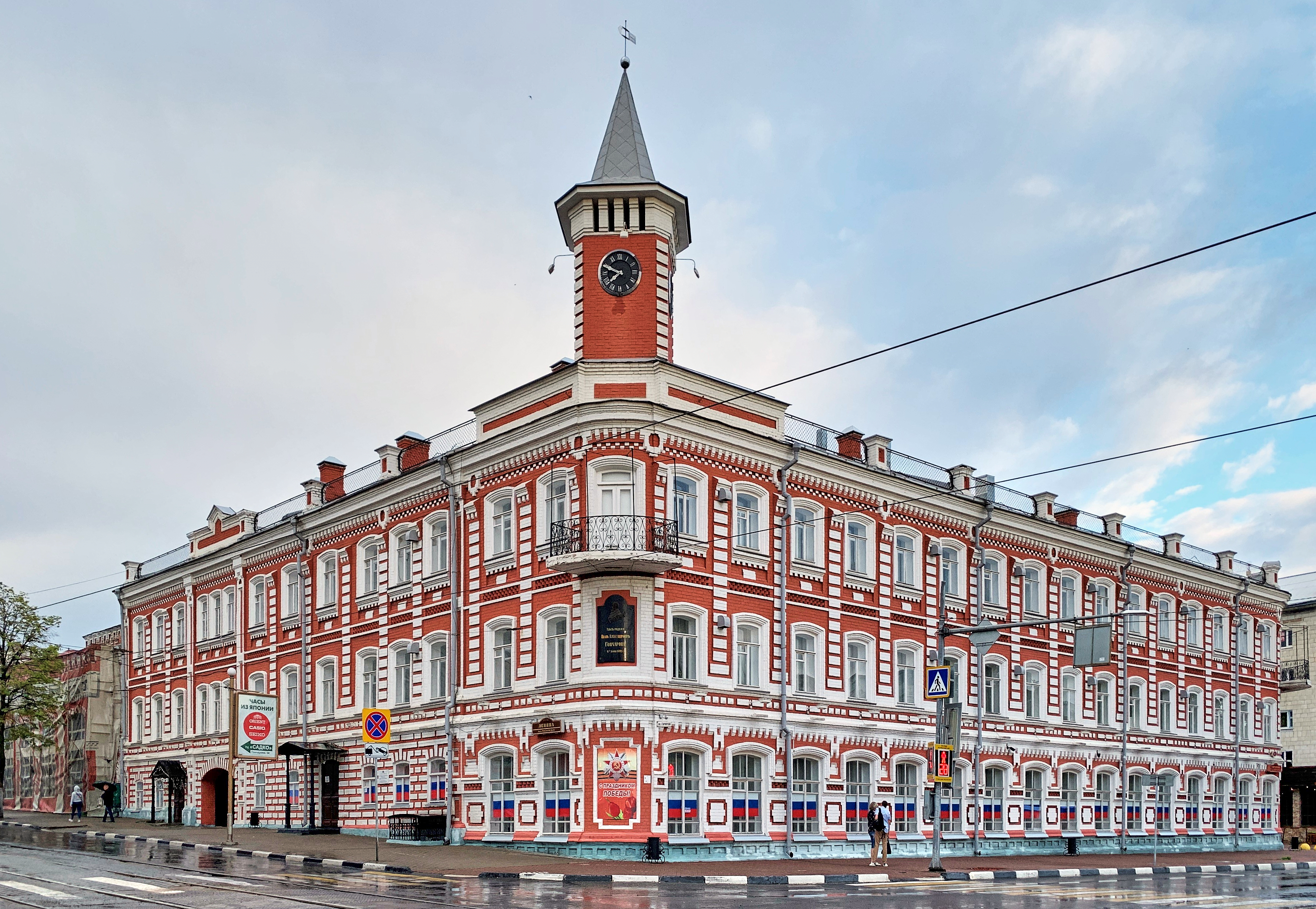
Дом Гончарова, с 1912 г. в нём разместилась гимназия В. В. Кашкадамовой, с 1918 г. — 9-я школа.